# René Wirix
René Paul Wirix (Den Haag, 30 december 1902 – Amsterdam, 16 december 1941) was een Nederlandse verzetsstrijder tijdens de Tweede Wereldoorlog.
Wirix woonde in de Orionlaan te Hilversum en was werkzaam bij de Nederlandsche Seintoestellen Fabriek. Deze fabriek werd in de oorlog door de Duitsers gedwongen om oorlogsproducten te maken waardoor er al gauw sabotage werd gepleegd en seintoestellen voor de illegaliteit werden gemaakt.
De verzetsgroep Radiogroep en zenders die resulteerde bouwde zenders en radio's in koffers voor de Nederlandse agenten die vanuit Engeland gezonden werden. Zoals bij zoveel verzetswerk in Nederland werd ook hier de zaak verraden (het zogenaamde 'Englandspiel').

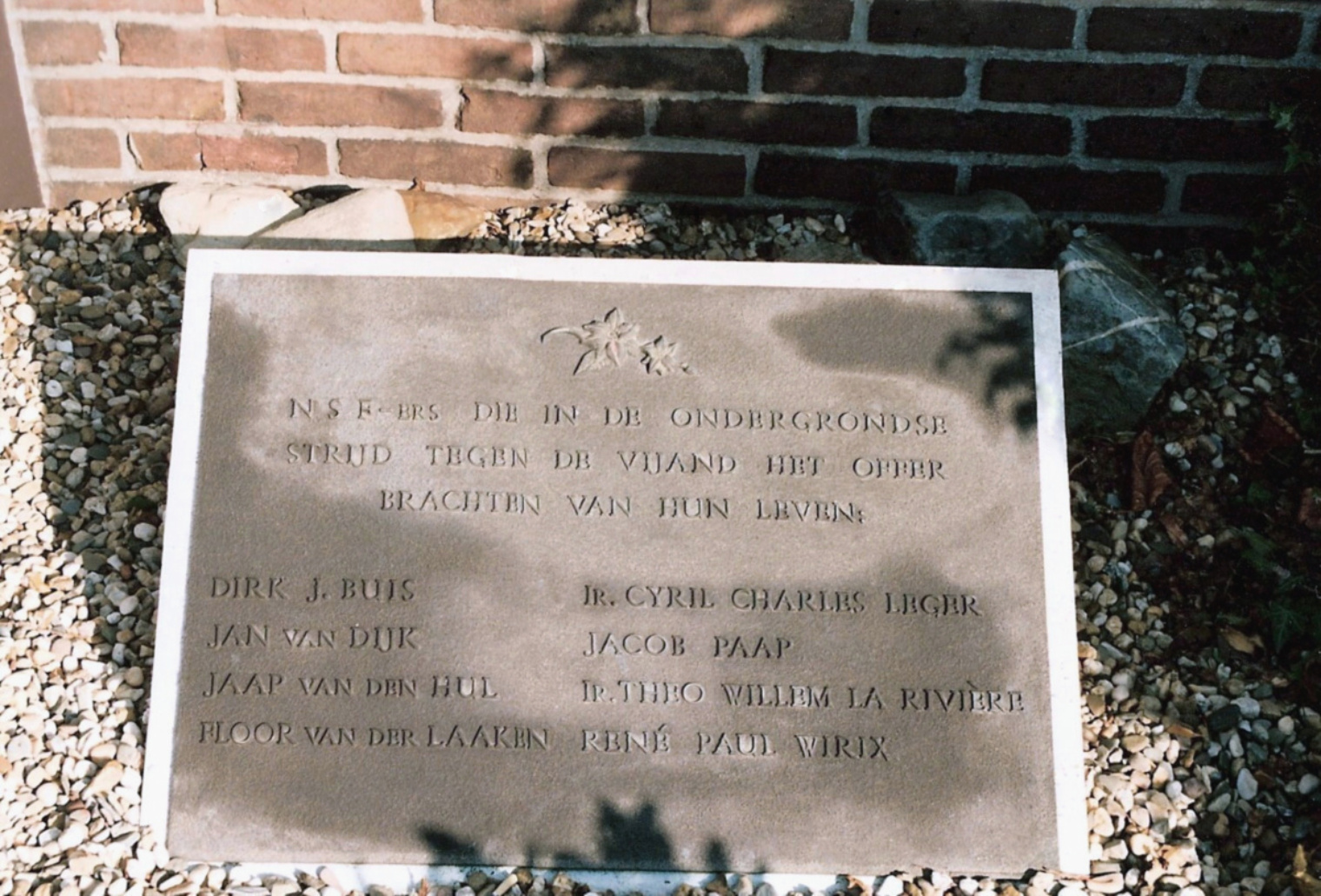
Herdenkingsplaquette zoals geplaatst bij het originele fabriekscomplex van de NSF te Hilversum

Wirix was lid van de verzetsgroep binnen de fabriek maar overleefde de inval van de Duitsers in 1941 niet. Veel mensen vluchtten of werden gevangengenomen en Wirix werd bij zijn vluchtpoging door de Duitsers neergeschoten. Hij overleed aan de gevolgen hiervan.
In de wijk Hilversum-Noord is de Wirixstraat naar hem vernoemd.
Bij het in 1988 gesloopte fabriekscomplex van de NSF aan de Jan van der Heijdenstraat was een bronzen herdenkingsplaquette bevestigd waarop Wirix en zeven omgekomen collega's van Wirix worden vermeld. Dit zijn de collega's Dick J. Buis, Jan van Dijk, Jaap van den Hul, Floor van der Laaken, ir. Cyril Charles Leger, Jacob Paap en ir. Theo Willem la Rivière.
In de nacht van dinsdag 31 augustus 2011 werd deze plaquette gestolen vanaf haar nieuwe plek, de begraafplaats    Gedenk te sterven te Hilversum.